# Скутины
Скутины — деревня в Юрьянском районе Кировской области в составе Верховинского сельского поселения.

## География
Находится на расстоянии примерно 23 километра по прямой на запад-юго-запад от районного центра поселка Юрья.

## История
Известна с 1802 года, когда здесь (тогда деревня Пожарская) было учтено 19 душ (мужского пола). В 1873 году было отмечено дворов 9 и жителей 69, в 1905 19 и 127, в 1926 17 и 93, в 1950 17 и 60 соответственно, в 1989 году оставалось 9 жителей.

## Население
Постоянное население  составляло 1 человек (русские 100%) в 2002 году, 1 в 2010.